# زويه فيليكس
زويه فيليكس (بالفرنسية: Zoé Félix)‏ هي ممثلة فرنسية، ولدت في 7 مايو 1976 في باريس في فرنسا.

## أعمال

### أفلام
- مرحبا بكم في أرض الشتيين[7][8]

## وصلات خارجية
- زويه فيليكس على موقع IMDb (الإنجليزية)
- زويه فيليكس على موقع ميتاكريتيك (الإنجليزية)
- زويه فيليكس على موقع روتن توميتوز (الإنجليزية)
- زويه فيليكس على موقع قاعدة بيانات الأفلام العربية
- زويه فيليكس على موقع ألو سيني (الفرنسية)
- زويه فيليكس على موقع ميوزك برينز (الإنجليزية)
- زويه فيليكس على موقع أول موفي (الإنجليزية)
- زويه فيليكس على موقع قاعدة بيانات الأفلام السويدية (السويدية)
- زويه فيليكس على موقع ديسكوغز (الإنجليزية)
- زويه فيليكس على موقع قاعدة بيانات الفيلم (الإنجليزية)